# SN 2007ma
SN 2007ma – supernowa typu Ia odkryta 8 października 2007 roku w galaktyce A004453-0059. W momencie odkrycia miała maksymalną jasność 19,10m.